# Alessia Zarbo
Alessia Zarbo (* 11. September 2001 in Antibes) ist eine französische Leichtathletin, die im Mittel- und Langstreckenlauf antritt.

## Sportliche Laufbahn
Erste internationale Erfahrungen sammelte Alessia Zarbo beim Europäischen Olympischen Jugendfestival (EYOF) 2017 in Győr, bei dem sie in 9:33,12 min die Goldmedaille im 3000-Meter-Lauf gewann. Im Jahr darauf gewann sie dann bei den U18-Europameisterschaften ebendort in 9:25,25 min die Bronzemedaille und nahm anschließend an den Olympischen Jugendspielen in Buenos Aires teil und gelangte dort auf den sechsten Platz. 2021 startete sie im 5000-Meter-Lauf bei den U23-Europameisterschaften in Tallinn und belegte dort in 15:57,9 min den siebten Platz. Im Jahr darauf gelangte sie bei den Europameisterschaften in München mit 32:36,28 min auf Rang zwölf im 10.000-Meter-Lauf und 2024 kam sie bei den Olympischen Sommerspielen in Paris über diese Distanz nicht ins Ziel.
2020 wurde Zarbo französische Meisterin im 5000-Meter-Lauf.

## Persönliche Bestleistungen
- 3000 Meter: 9:15,98 min, 19. September 2020 in Cergy-Pontoise
- 5000 Meter: 15:50,15 min, 25. Februar 2022 in Seattle
- 10.000 Meter: 32:28,57 min, 13. Mai 2022 in Eugene